# Silueta

Rubinova váza jako příklad použití siluety v umění

Silueta je označení obrysu, stínu, odrazu ve vodě, přeneseně také nástinu. Je označením pro černý obraz na bílém pozadí. Příruční slovník uvádí, že silueta je stínový obraz, který podává obrys předmětu, zatím co plochu v něm vyplňuje neurčitou barvou. Silueta je také formou umění, užívá se zejména jako dekorační kresba, známá už od starověku.
Ve fotografii vznikne při snímání objektu proti příliš světlému pozadí, například proti obloze. V černobílé fotografii se může pro zesvětlení oblohy použít modrý filtr, málo citlivý kontrastní film nebo kontrastní vyvolání negativu. Podobně se dá siluety dosáhnout použitím masky, Sabatierovým efektem nebo rekopírováním.

## Historie
Slovo je odvozeno od jména francouzského nejvyššího výběrčího daní, jímž se v r. 1759 za vlády Ludvíka XV. stal hrabě Étienne de Silhouette (1709–1767). Neúnosný státní dluh se snažil umořit pečlivou šetrností, čímž se stal neoblíbeným jak u lidu, tak u dvora a po několika měsících byl své funkce zbaven. Francouzi používali jeho jméno jako hanlivé označení pro všechno laciné, nekvalitní a pomíjivé a název se přenesl na tehdy prodávané siluetní portréty.

## Galerie

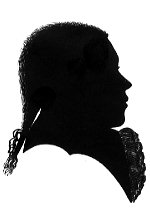
Siluetní portrét Beethovena
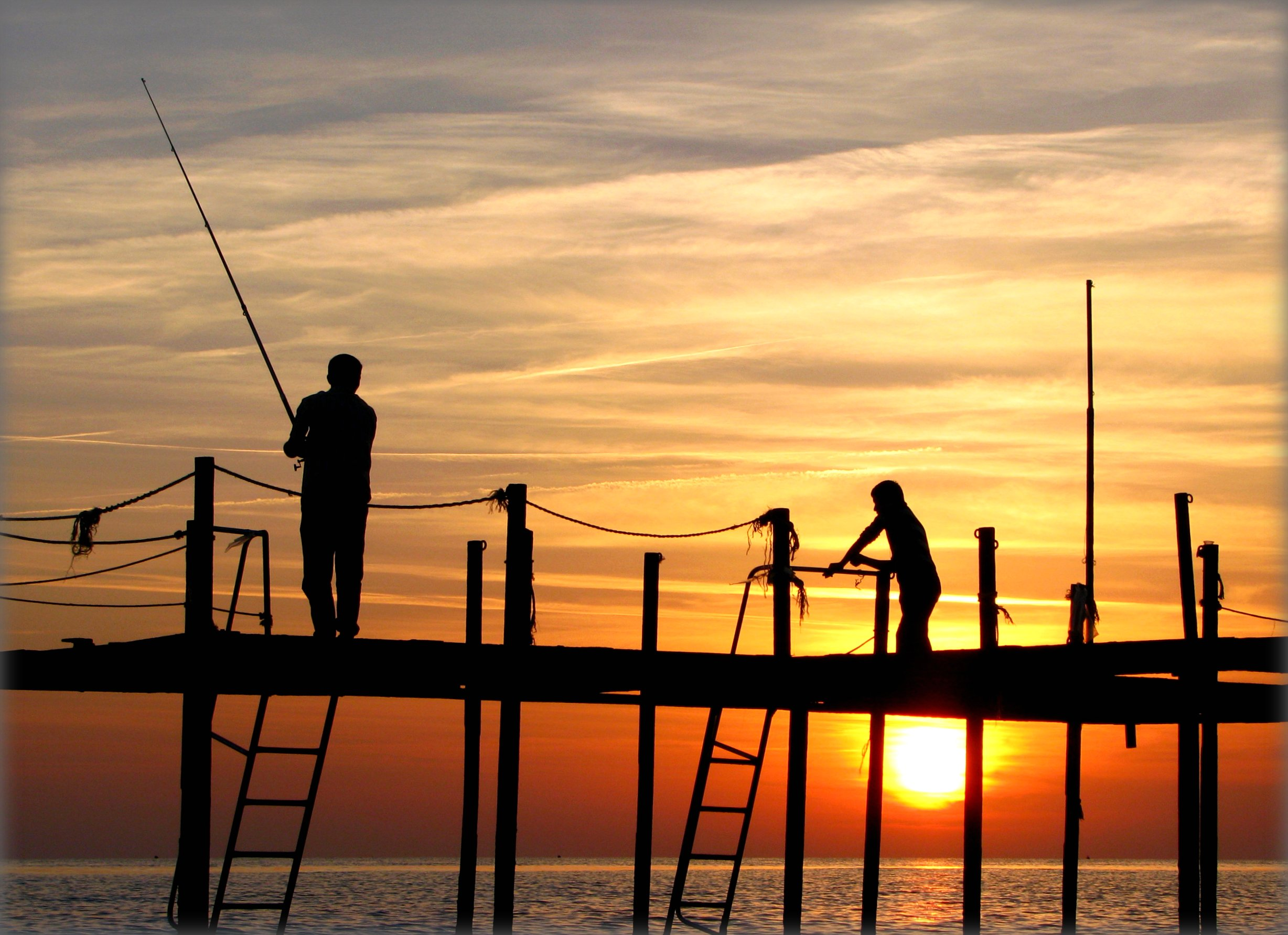
Siluety dvou rybářů
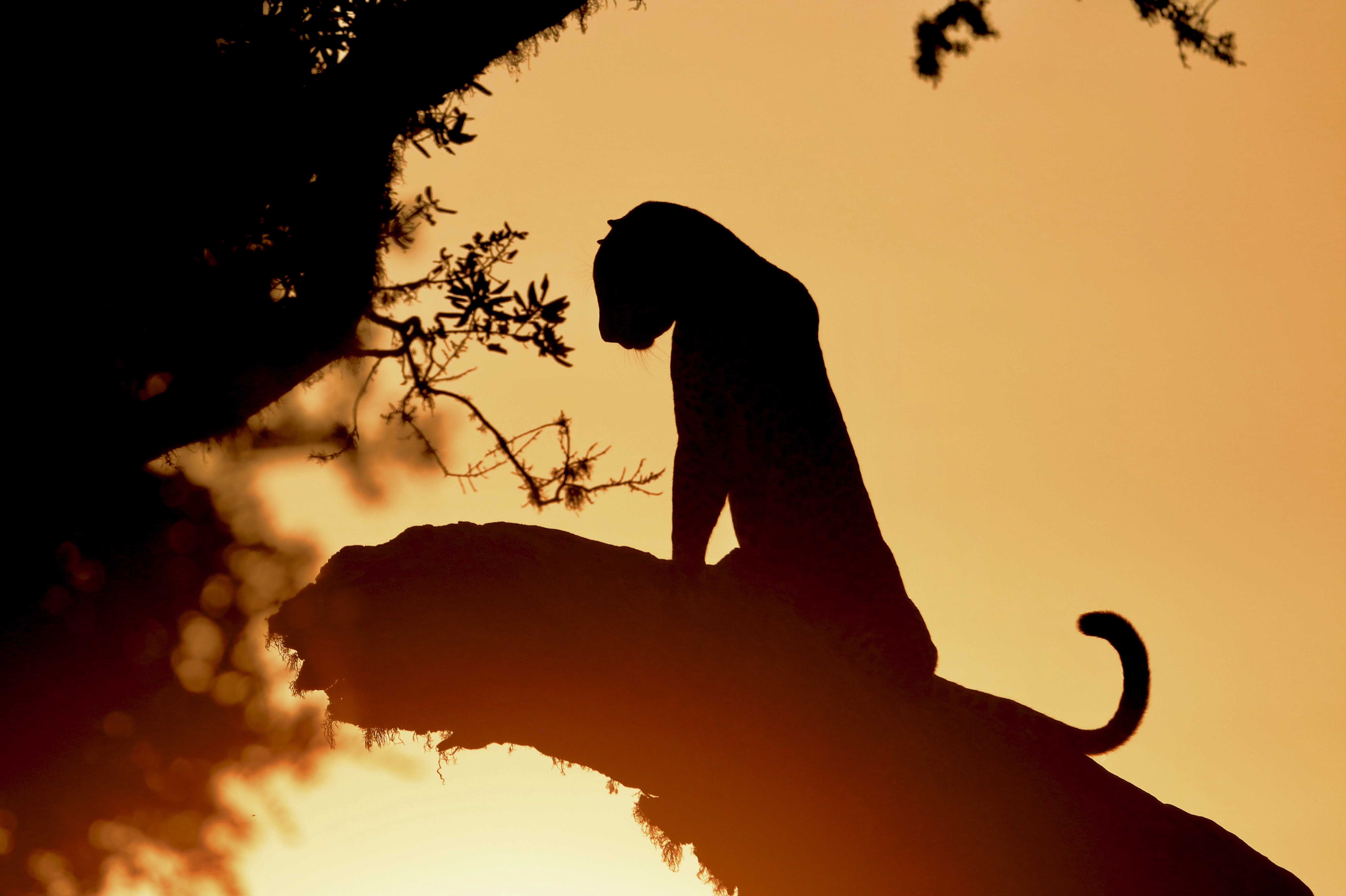
silueta levharta skvrnitého
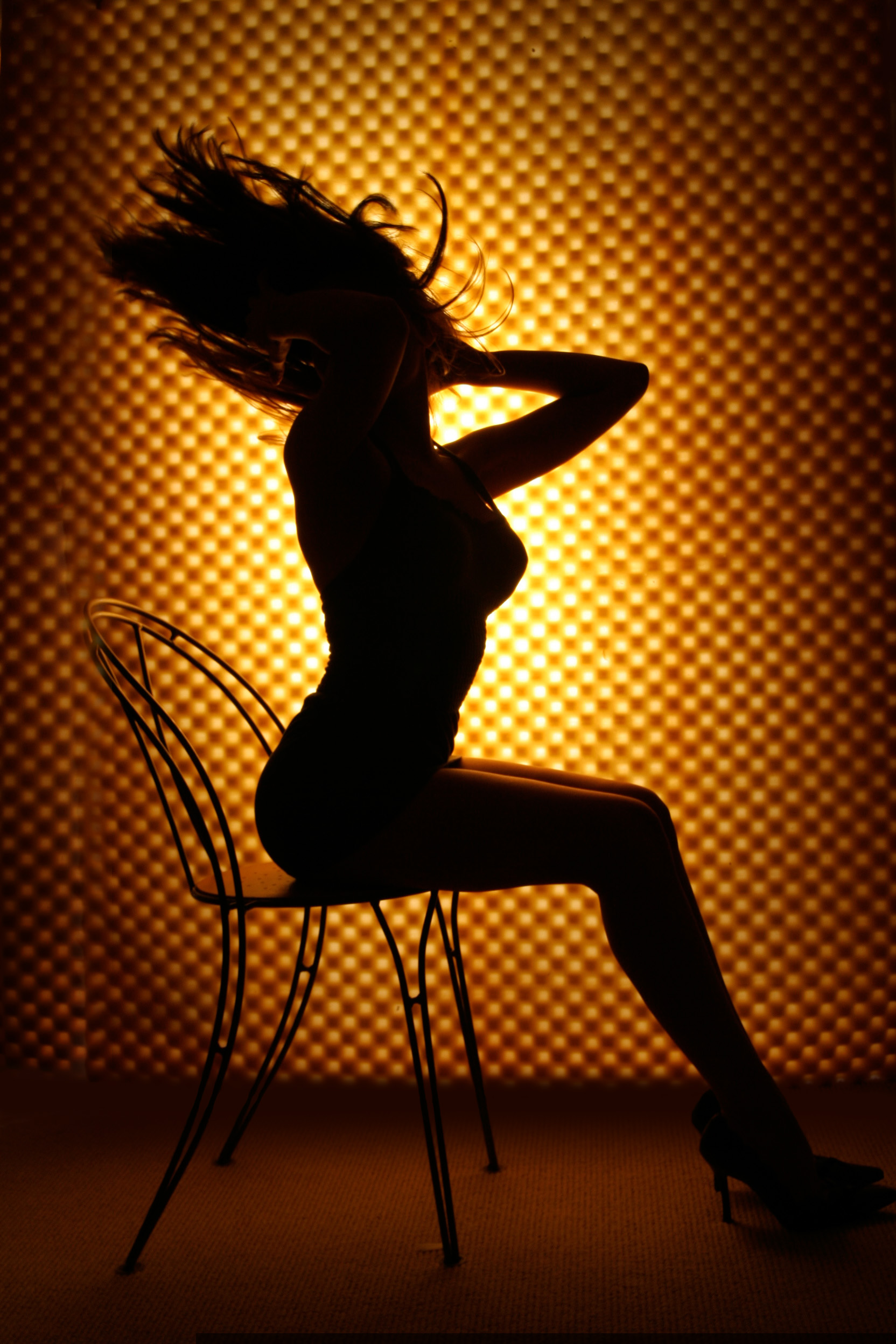
Jackie Martinez: silueta dívky 2